# Deutsches Meisterschaftsrudern 1924
Das 37. Deutsche Meisterschaftsrudern wurde 1924 in Frankfurt am Main ausgetragen. Wie bereits im Vorjahr wurden Medaillen in fünf Bootsklassen vergeben.

## Medaillengewinner
| Bootsklasse            | Gold | Silber                                                                           | Bronze                              |
| ---------------------- | --- | -------------------------------------------------------------------------------- | ----------------------------------- |
| Einer                  | Walter Flinsch (Frankfurter RV von 1865) | Ernst Reinhold (RC Germania Tegel 1886)                                          | keine weiteren Boote im Endlauf     |
| Doppelzweier           | Frankfurter RV von 1865 Paul Brühl Walter Flinsch | keine weiteren Boote in der Wertung                                              | keine weiteren Boote in der Wertung |
| Zweier ohne Steuermann | RC Allemannia von 1866 Bruno Streckenbach Carl Clement | keine weiteren Boote in der Wertung                                              | keine weiteren Boote in der Wertung |
| Vierer ohne Steuermann | Frankfurter RG Germania 1869 Erwin Schlebach Max Gorissen Heinrich Schultheiss Adolf Schmitt                                                                 | Offenbacher RG Undine 1876 Gaston Penzel Ernst Hofmann Hans Scherer Fritz Wagner | keine weiteren Boote in der Wertung |
| Achter                 | Berliner RC Sport-Borussia Erwin Freiwald Walter Wermter Fritz Matscholl Paul Sanitz Hans Fink Erwin Müller Hans Sörgel Bernhard Hoffmann Karl Kunert (Stm.) | keine weiteren Boote in der Wertung                                              | keine weiteren Boote am Start       |